# Ben Moody
Ben Robert Moody (Little Rock, Arkansas, 22. siječnja 1981.) je tekstopisac i glazbenik, najpoznatiji kao bivši gitarist i suosnivač Grammyjem nagrađenog sastava Evanescence. Nakon što je 2003. godine napustio Evanescence, Moody je surađivao s brojnim glazbenicima kao vokalist i tekstopisac.

## Životopis

### Evanescence
1994. u kampu za mlade Moody je upoznao Amy Lee i ubrzo su počeli zajedno nastupati u mjestu. Nakon izlaska nekoliko EP-a i demo CD-a otkrio ih je Wind-Up Records i snimaju svoj hit album Fallen 2003. Iste godine Moody napušta sastav zbog, kako je rekao, kreativnih razlika.

### Samostalna karijera
Od 2004. Ben Moody surađuje s brojnim glazbenicima, a neke od njegovih najpoznatijih suranji su zasigurno ona s Avril Lavigne na Nobody's Home s njenog albuma Under My Skin i s Kelly Clarkson na albumu Breakaway. Ostale zapaženije suradnje imao je s Anastaciom, Lindsay Lohan i Céline Dion.

## Diskografija

### Evanescence
- 1998: Evanescence EP
- 1999: Sound Asleep EP
- 2000: Origin
- 2003: Mystary EP
- 2003: Fallen

### Solo album
- TBA: Can't Regret What You Don't Remember

### Suradnje
- 2004: Avril Lavigne - "Nobody's Home" (tekst) - Under My Skin
- 2004: Ben Moody s Jasonom Millerom i Jasonom "Gong" Jonesom - "The End Has Come" - The Punisher Soundtrack i Can't Regret What You Don't Remember
- 2004: Kelly Clarkson, Ben Moody, Marty O'Brien, Mark Colbert, David Hodges - "Because of You" i "Addicted" - Breakaway
- 2005: Ben Moody s Anastacia - "Everything Burns" - Fantastic 4: The Album i Can't Regret What You Don't Remember
- 2005: Lindsay Lohan - "Fastlane" (tekst), "Edge of Seventeen" (gitara) - A Little More Personal (Raw)
- 2007: Daughtry - "What About Now" (tekst) - Daughtry